# Польсков, Константин Олегович
Константи́н Оле́гович Польско́в (род. 19 июля 1967, Балашиха, Московская область, СССР) — российский религиозный деятель и православный религиовед и богослов. Священник Русской православной церкви. Кандидат философских наук, доцент кафедры библеистики богословского факультета ПСТГУ, проректор ПСТГУ по научной и международной работе. Магистр богословия Свято-Сергиевского православного богословского института. Клирик храма Святителя Николая в Кузнецкой слободе.

## Биография
Родился 19 июля 1967 года в Балашихе Московской области в семье служащих. Крещён в храме Рождества Пресвятой Богородицы Балашихи.
В 1974—1984 годах учился в средней школе № 535 Москвы, которую окончил с золотой медалью.
В июле 1984 года поступил на историко-филологический факультет Университета дружбы народов имени Патриса Лумумбы.
В 1986—1988 годах проходил срочную военную службу в рядах Вооружённых сил СССР.
С 1988 года продолжил обучение в университете закончил его в 1992 году с отличием по специальности «Филолог. Преподаватель русского языка как иностранного».
В 1992 году поступил в аспирантуру РУДН по специальности «История философии».
С января 1993 по сентябрь 1997 года по благословению Патриарха Московского и всея Руси Алексия II обучался в Парижском Православном институте имени преп. Сергия Радонежского, где защитил диссертацию с присуждением степени магистра богословия (фр. maître en théologie).
8 октября 1995 года на престольный праздник в Парижском Православном институте архиепископом Евкарпийским Сергием (Коноваловым) поставлен во чтеца.
26 марта 1999 года митрополитом Солнечногорским Сергием (Фоминым) рукоположён в сан диакона
19 декабря 1999 года рукоположен в сан пресвитера Патриархом Московским и всея Руси Алексием II. Определён штатным клириком храма Святителя Николая в Кузнецкой слободе Москвы..
С 2002 года — проректор ПСТГУ по научной работе.
В ноябре 2005 года в Тульском государственном педагогическом университете имени Л. Н. Толстого под научным руководством кандидат философских наук, профессора кафедры государственного и муниципального управления Института экономики, управления и права РГГУ С. А. Гусовой защитил диссертацию на соискание учёной степени кандидата философских наук по теме «Взаимное влияние философских и богословских парадигм в системе Иоанна Скота Эригены на примере трактата „О разделении природы“». Специальность — 09.00.13. «Религиоведение, философская антропология, философия культуры».
В 2011 года получил учёное звание «доцент».
В 2012 года Министерством образования и науки РФ награждён знаком отличия «Почетный работник Высшего профессионального образования Российской Федерации».

## Научные труды
диссертация
- Польсков К. О. Взаимное влияние философских и богословских парадигм в системе Иоанна Скота Эригены на примере трактата «О разделении природы» : диссертация … кандидата философских наук : 09.00.13. — Тула, 2005. — 207 с.

статьи для энциклопедических изданий
- Апостолы // Православная энциклопедия. — М., 2001. — Т. III : Анфимий — Афанасий. — С. 103—112. — 40 000 экз. — ISBN 5-89572-008-0. (в соавтсорве с Венцель О. В., Желтов М. С., Квилидзе Н. В.)
- Апокалиптика // Православная энциклопедия. — М., 2001. — Т. III : Анфимий — Афанасий. — С. 30—32. — 40 000 экз. — ISBN 5-89572-008-0. в соавторстве с архим. Ианнуарием (Ивлиевым)
- Бегство в Египет // Православная энциклопедия. — М., 2002. — Т. IV : Афанасий — Бессмертие. — С. 425—426. — 39 000 экз. — ISBN 5-89572-009-9. (в соавторстве с Квливидзе Н. В.)
- Бобринский Борис Алексеевич // Православная энциклопедия. — М., 2002. — Т. V : Бессонов — Бонвеч. — С. 381-382. — 39 000 экз. — ISBN 5-89572-010-2.
- Библеистика в Православном богословском институте преподобного Сергия // Православная энциклопедия. — М., 2002. — Т. V : Бессонов — Бонвеч. — С. 57—58. — 39 000 экз. — ISBN 5-89572-010-2.
- Богослов // Православная энциклопедия. — М., 2002. — Т. V : Бессонов — Бонвеч. — С. 514—515. — 39 000 экз. — ISBN 5-89572-010-2.
- Богословское мнение // Православная энциклопедия. — М., 2002. — Т. V : Бессонов — Бонвеч. — С. 533—535. — 39 000 экз. — ISBN 5-89572-010-2.
- Кассиан Безобразов // Большая Российская энциклопедия : в 30-ти томах / Отв. ред. С. Л. Кравец. — М.: Большая Российская энциклопедия, 2009. — Т. 13 : Канцелярия конфискации—Киргизы. — С. 284—285. — 783 с.
- Лука // Большая Российская энциклопедия : в 30-ти томах / Отв. ред. С. Л. Кравец. — М.: Большая Российская энциклопедия, 2011. — Т. 18 Ломоносов—Манизер. — С. 113—115.
- Православный Богословский институт прп. Сергия Радонежского // Православная энциклопедия. — М., 2020. — Т. LVIII : Православный Богословский институт прп. Сергия Радонежского — Псковский Снетогорский в честь Рождества Пресвятой Богородицы монастырь. — С. 8-14. — 39 000 экз. — ISBN 978-5-89572-065-3.

статьи
- Постриг как таинство Церкви // Ежегодная Богословская конференция ПСТГУ. Материалы. — М. Издательство ПСТБИ, 1998. — С. 17—28.
- Исполнение и чаяние (об одной из сторон учения апостола Павла) // Богословский сборник. — Вып. 3. — М. Издательство ПСТБИ, 1999. — С. 9—20.
- О христологии Первого Послания апостола Павла к Фессалоникийцам // Богословский сборник. — Вып. 5. — М. Издательство ПСТБИ, 2000. — С. 88—103.
- Мы открыты для диалога // Высшее образование в России. — 2000. — № 3. — С. 74—79.
- Экзегет или рационалист // Сборник материалов Первых международных Иоасафовских чтений. — Белгород, 2003. — С. 115—118.
- Источники и особенности учения Иоанна Скота Эриугены об апокатастасисе // Депонировано в ИНИОН РАН № 59449 от 05.10.2005
- Теология и религиоведение в контексте возрождения гуманитарной науки в современной России // Вестник ПСТГУ. Серия IV: Педагогика. Психология. 2006. — Вып. 3. — С. 20—27.
- Философская экзегеза Писания в системе Скота Эригены // Вестник ПСТГУ. Серия I: Богословие. Философия. 2006. — Вып. 15. — С. 13—29.
- Теологическое образование: институциональный и системный подход // Тезисы докладов III Всероссийской научной конференции «Сорокинские чтения: Социальные процессы в современной России: традиции и инновации». Т. 3. — М.:КДУ, 2007. — С. 391—395.
- The Oxford handbook of biblical studies / J. W. Rogerson, J. M. Lieu, eds. Oxford University Press, 2006. Xviii + 896 p. (рецензия) // Вестник ПСТГУ. Серия Богословие. Философия. Вып. I:18, 2007. — С. 107—109.
- Монашеский постриг как таинство Церкви // Материалы V Международной богословской конференции Русской Православной Церкви «Православное учение о церковных таинствах». — М., 2009. — Т. 3. — С. 368—391.
- Der Untrericht der Theologie an einer weltlichen Hochschule: neue Möglichkeiten und Aufgaben // Ostkirchliche Studien. 2009. — Band 58. Heft 1. — S. 138—144.
- К вопросу о научном богословском методе // Вопросы философии. — Вып 7. — 2010. — С. 96—104.
- От «аббата» до «аналоя»: фрагмент «лингво-энциклопедического словаря русской христианской лексики» // Вестник ПСТГУ. Серия: Филология. Вып. III:25. — М., 2011. — С. 119—146. (в соавторстве с Е. Р. Добрушиной)
- О возможности применения богословского метода в социальных исследованиях // Учёные записки Орловского государственного университета. Серия: Гуманитарные и социальные науки. — № 1 (45). — 2012. — С. 458—464.
- От «анамнесиса» до «апокрифа»: фрагмент «Лингво-энциклопедического словаря русской христианской лексики» // Вестник ПСТГУ. Серия III: Филология. 2012. — Вып. 2 (28). — С. 103—118. (соавтор: Добрушина Е. Р., Литвинцева К. В., Хангиреев И. А.)
- От «апостола» до «аутодафе»: фрагмент «Лингво-энциклопедического словаря русской христианской лексики» // Вестник ПСТГУ. Серия III: Филология. 2012. — Вып. 3 (29). — С. 114—133. (соавтор: Добрушина Е. Р., Литвинцева К. В., Хангиреев И. А.)
- Теологический метод vs метод в теологии // Философия и культура. — 2015. — № 9. — C. 1277—1285.
- Два понимания терминов «богословие» и «теология»: традиция и современные вызовы // Вестник Русской христианской гуманитарной академии. 2015. — т. 16, № 2. — C. 217—227.
- Рец. на кн.: McCutcheon R. T. A Modest proposal on Method. Essaying the Study of Religion. Brill, 2015 // Вестник ПСТГУ. Серия I: Богословие. Философия. 2017. — Вып. 69. — С. 148—152.
- Верификация и теология // Вопросы философии. — 2018. — № 9. — С. 90-100
- На пороге эпохи Модерна: теология в XVI веке // Вестник ПСТГУ. Серия I: Богословие. Философия. Религиоведение. 2018. — Вып. 76. — С. 40-58.
- Theology in Russia. History of the twentieth century // Annali di Scienze Religiose. — 2020. — Vol. 13. — P. 275—283.
- Секуляризация и постсекулярность (к дискуссии о современном научном аппарате исследования религий) // Вестник ПСТГУ. Серия I: Богословие. Философия. Религиоведение. 2023. — Вып. 105. — С. 138—154. (соавторы: Антонов К. М., Смирнов М. Ю.)
- Возможна ли теологическая аксиология: pro et contra // Вестник ПСТГУ. Серия I: Богословие. Философия. Религиоведение. 2024. — Вып. 114. — С. 47-60

Учебно-методические работы
- Польсков К. О. Апостол. Методическое пособие для семинарских занятий// Разделы: Послание к Ефессянам, Послание к Филиппийцам. — М: Издательство ПСТГУ, 2009.
- Польсков К. О. Введение в экезетику. Программа курса. — М., Издательство ПСТГУ, 2010.
- Польсков К. О. Федеральный государственный стандарт по направлению теология (бакалавриат)
- Польсков К. О. Федеральный государственный стандарт по направлению теология (магистратура)